# 7 de janeiro
7 de janeiro é o 7.º dia do ano no calendário gregoriano. Faltam 358 dias para acabar o ano (359 em anos bissextos).

## Eventos históricos

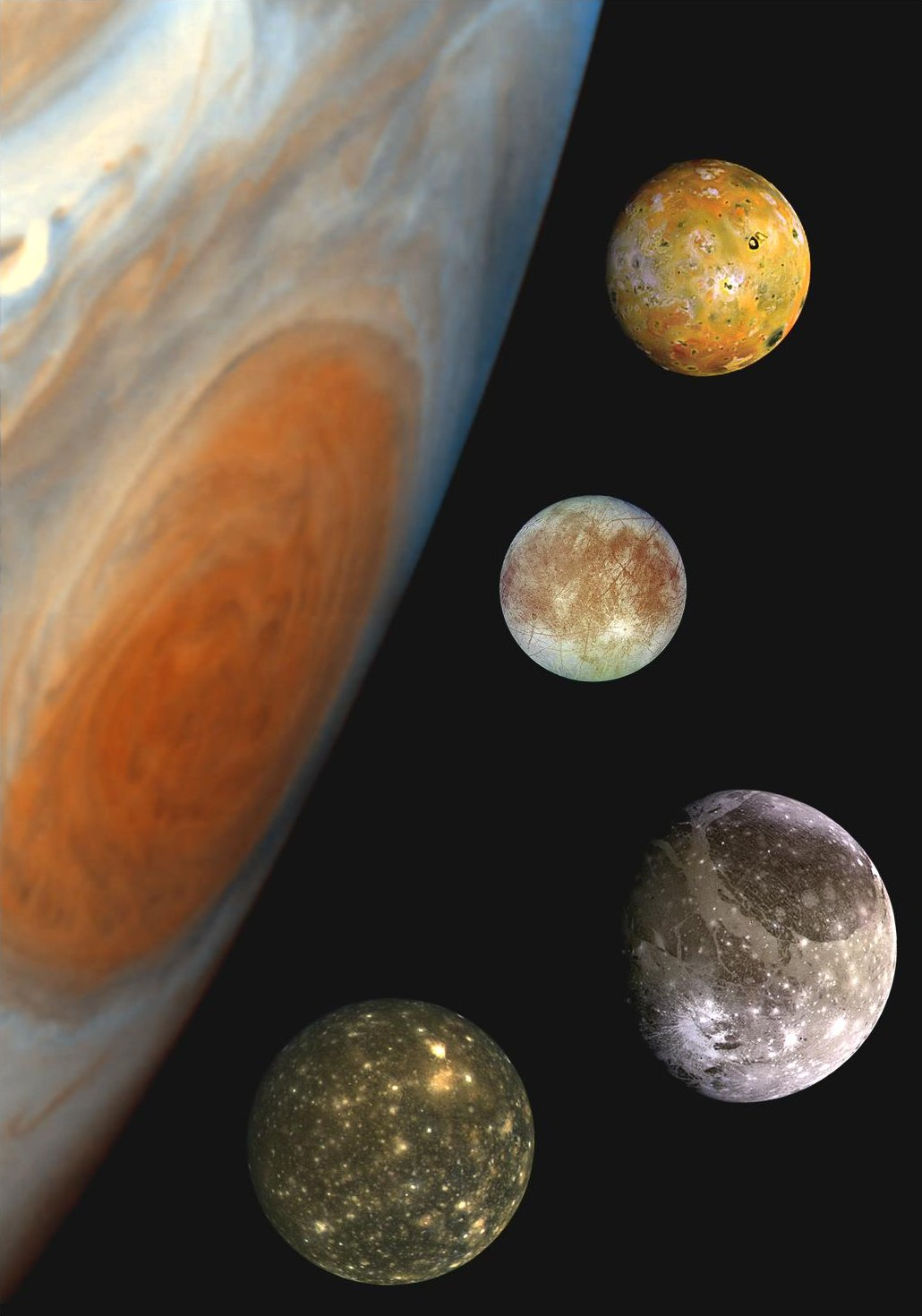
1610: Montagem das quatro luas galileanas de Júpiter.

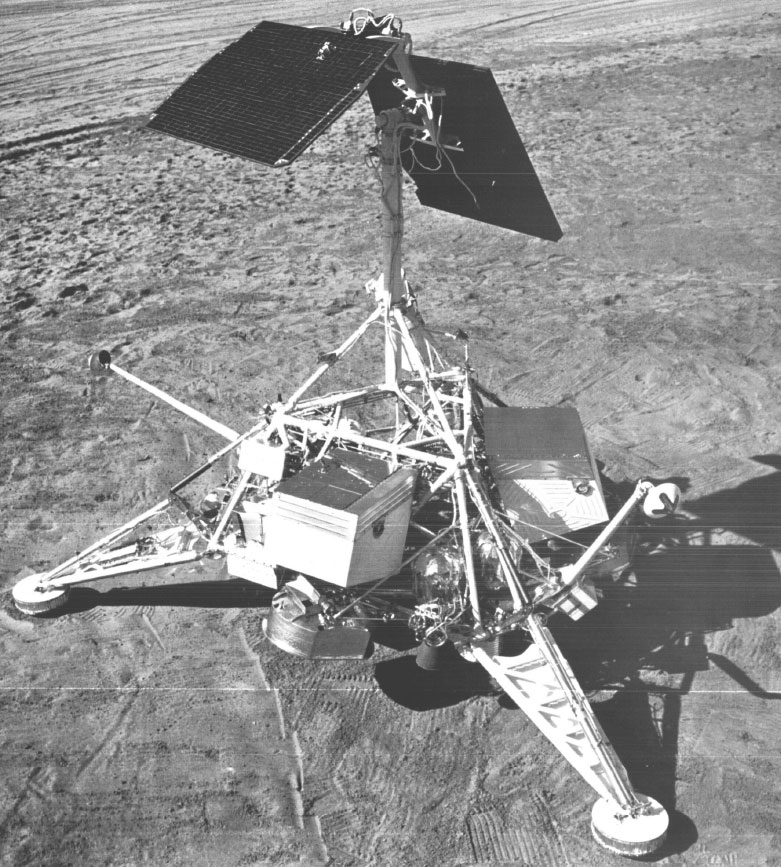
1968: A sonda Surveyor 7.

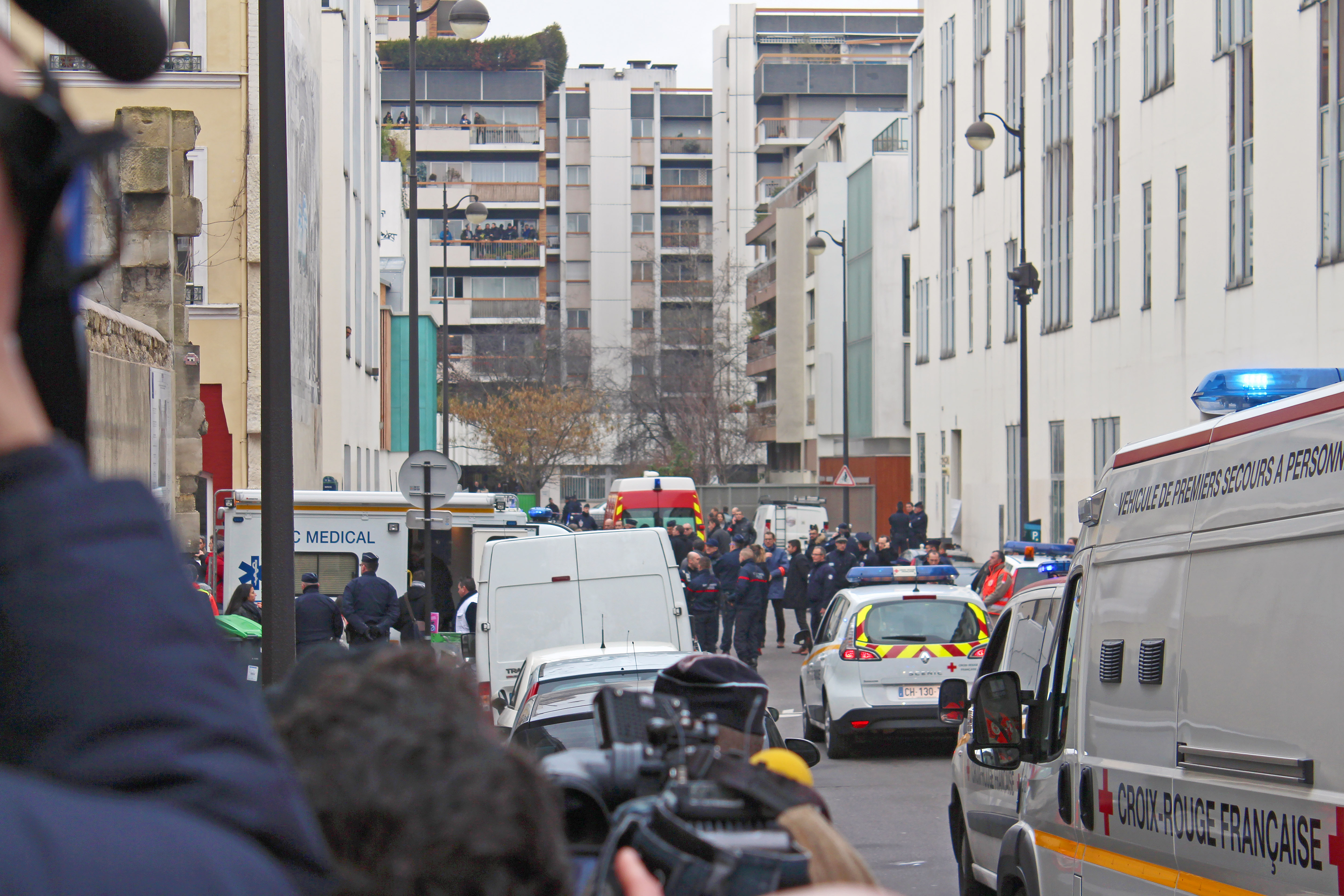
2015: Massacre do Charlie Hebdo.

- 049 a.C. – O Senado de Roma diz que César será declarado inimigo público, a menos que desmantele seu exército.
- 1131 — Canuto Lavardo é assassinado em Haraldsted, Dinamarca, por seu primo, Magno I da Suécia.
- 1325 — O Infante Afonso Dinis de Borgonha torna-se rei de Portugal, adotando o nome de Afonso IV.
- 1549 — Portugal cria um governo central para administrar seus territórios ultramarinos na América do Sul, sendo que este governo centralizado é chamado de Governo-geral, sendo Tomé de Sousa o escolhido pela Coroa portuguesa como o primeiro Governador-Geral do Estado do Brasil.
- 1558 — Tropas francesas, lideradas por Francisco, Duque de Guise, tomam Calais, a última posse continental da Inglaterra.
- 1566 — Cardeal Michele Ghisleri é eleito Papa por seus pares após um conclave. Adota o nome de Pio V, futuro São Pio V.
- 1610 — Galileu Galilei observa as quatro maiores luas de Júpiter pela primeira vez (as quais são conhecidas como luas galileanas: Calisto, Europa, Ganímedes e Io).
- 1708 — Rebeldes de Bashkir cercam Yelabuga.[1]
- 1785 — O francês Jean-Pierre Blanchard e o norte-americano John Jeffries viajam de Dover, na Grã-Bretanha, até Calais, na França em um balão de gás, tornando-se os primeiros a cruzarem o Canal da Mancha pelo ar.
- 1822 — Chega ao Rio de Janeiro o navio holandês Argus trazendo imigrantes alemães.
- 1823 — Guerra de Independência do Brasil: A Batalha de Itaparica é travada na Baía de Todos-os-Santos e nas praias da Ilha de Itaparica, entre os rebeldes independentistas brasileiros e as forças metropolitanas portuguesas.
- 1824 — Chega ao Rio de Janeiro o navio holandês Argus trazendo imigrantes alemães.
- 1835 — HMS Beagle ancora no Arquipélago de Chonos, no sul do Chile.
- 1865 — Cria-se os Voluntários da Pátria, unidades militares pelo Império do Brasil, para lutarem na Guerra do Paraguai.
- 1890 — Oficializada a separação entre a Igreja e o Estado no Brasil. Por um decreto do Presidente Deodoro da Fonseca, o país deixou de ser oficialmente católico, apesar de o catolicismo ser professado pela quase totalidade do povo brasileiro, na época.
- 1894 — Thomas Edison faz um filme cinetoscópico de alguém espirrando. No mesmo dia, seu empregado, William Kennedy Dickson, recebe uma patente para um filme de cinema.
- 1904 — O sinal de socorro "CQD" é estabelecido apenas para ser substituído dois anos depois por "SOS".
- 1910 — O aviador e inventor francês Dimitri Sensaud de Lavaud faz o primeiro voo de um avião da América do Sul às 5h50 de manhã, em Osasco, São Paulo.
- 1919
  - É nomeado em Portugal o 18.º governo republicano, chefiado pelo presidente do Ministério João Tamagnini Barbosa.
  - Guerrilheiros montenegrinos se rebelam contra a anexação planejada de Montenegro pela Sérvia, mas falham.
- 1922 — Dáil Éireann ("Assembleia da Irlanda") ratifica o Tratado Anglo-Irlandês por uma votação de 64-57.
- 1927 — O primeiro serviço telefônico transatlântico é estabelecido entre a cidade de Nova Iorque e Londres.
- 1935 — Benito Mussolini e o ministro das Relações Exteriores francês Pierre Laval assinam o Acordo Franco-Italiano.
- 1940 — Guerra de Inverno: Batalha da Estrada de Raate: a 9ª Divisão finlandesa finalmente derrota as forças soviéticas numericamente superiores na estrada Raate-Suomussalmi.
- 1942 — Segunda Guerra Mundial: começa o cerco da península de Bataan.
- 1945 — Segunda Guerra Mundial: o general britânico Bernard Montgomery realiza uma conferência de imprensa na qual reivindica crédito pela vitória na Batalha do Bulge.
- 1948 — O avião do piloto da Guarda Aérea Nacional de Kentucky, Thomas Mantell, cai enquanto perseguia um suposto OVNI.
- 1959 — Os Estados Unidos reconhecem o governo de Fidel Castro em Cuba, cinco dias após a tomada de Havana por um grupo de revolucionários.
- 1965 — Criação do Exército de Libertação Nacional da Colômbia.
- 1968 — Programa Surveyor: Surveyor 7, a última nave espacial da série Surveyor, é lançada da Estação da Força Aérea de Cabo Canaveral.
- 1972 — O voo 602 da Iberia cai perto do aeroporto de Ibiza, matando todas as 104 pessoas a bordo.
- 1974 — Um grupo de chimpanzés do Parque Nacional de Gombe Stream ataca um macho de outro grupo, iniciando a Guerra dos Chimpanzés de Gombe.[2]
- 1979 — Terceira Guerra da Indochina: Guerra cambojana-vietnamita: Phnom Penh cai mediante o avanço das tropas vietnamitas, expulsando Pol Pot e o Khmer Vermelho.
- 1980 — O presidente dos EUA, Jimmy Carter, autoriza uma legislação que concede US$ 1,5 bilhão em empréstimos para resgatar a Chrysler Corporation.[3]
- 1982 — Fundação do Museu Afro-Brasileiro, em Salvador, Brasil.
- 1984 — Brunei se torna o sexto membro da Associação de Nações do Sudeste Asiático.
- 1985 — Agência Japonesa de Exploração Aeroespacial lança a Sakigake, a primeira nave espacial interplanetária do Japão e a primeira sonda espacial a ser lançada por qualquer país que não os Estados Unidos ou a União Soviética.
- 1991 — Roger Lafontant, ex-líder do Tonton Macoute no Haiti sob François Duvalier, tenta um golpe de Estado, que termina em sua prisão.[4]
- 1993
  - A Quarta República de Gana é inaugurada com Jerry Rawlings como presidente.[5]
  - Guerra da Bósnia: O exército bósnio executa um ataque surpresa na aldeia de Kravica, em Srebrenica.
- 1998 — Programa Discovery: lançamento do Lunar Prospector.
- 1999 — Começa o julgamento no Senado do impeachment do presidente dos Estados Unidos, Bill Clinton.
- 2015 — Dois homens armados cometem assassinato em massa nos escritórios da revista Charlie Hebdo em Paris, executando doze pessoas e ferindo outras onze.
- 2019 — Oito soldados são presos e dois são mortos depois de um golpe fracassado contra o presidente do Gabão, Ali Bongo Ondimba.
- 2020 — Publicada na revista científica Nature a descoberta por astrônomos da onda Radcliffe, a maior estrutura gasosa da Via Láctea.
- 2025
  - Começam os Incêndios florestais no sul da Califórnia, Estados Unidos, que deixam pelo menos 29 mortos e força a evacuação de quase 180 mil pessoas.
  - Um terremoto de magnitude 7,1 no Tibete deixa mais de 126 pessoas mortas e centenas de feridos.

## Nascimentos

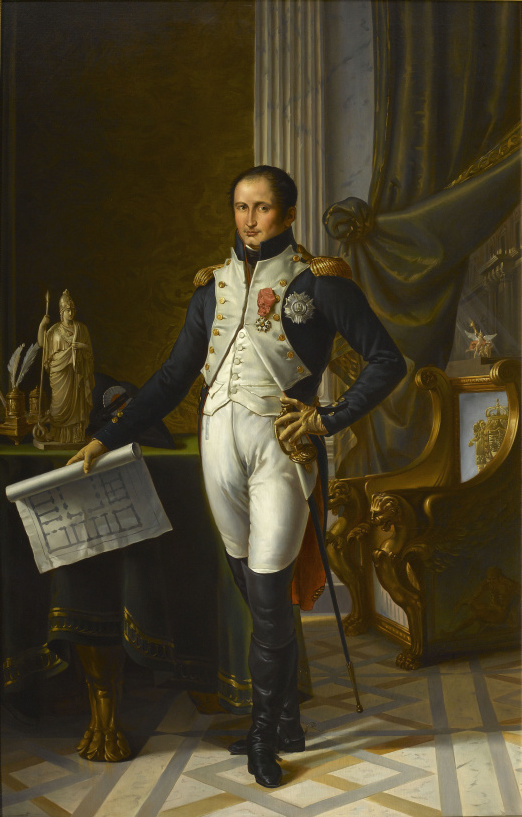
José Bonaparte

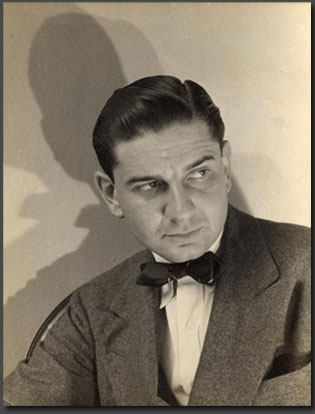
Charles Addams

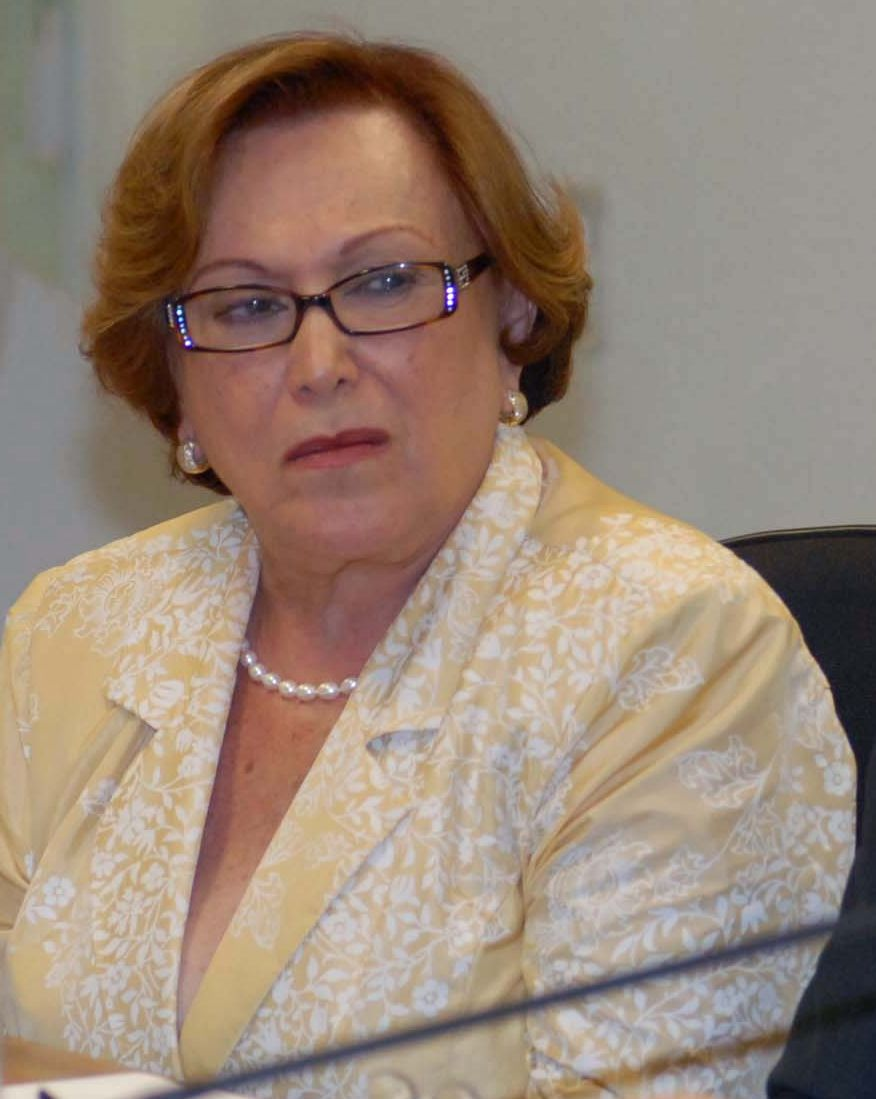
Nicette Bruno

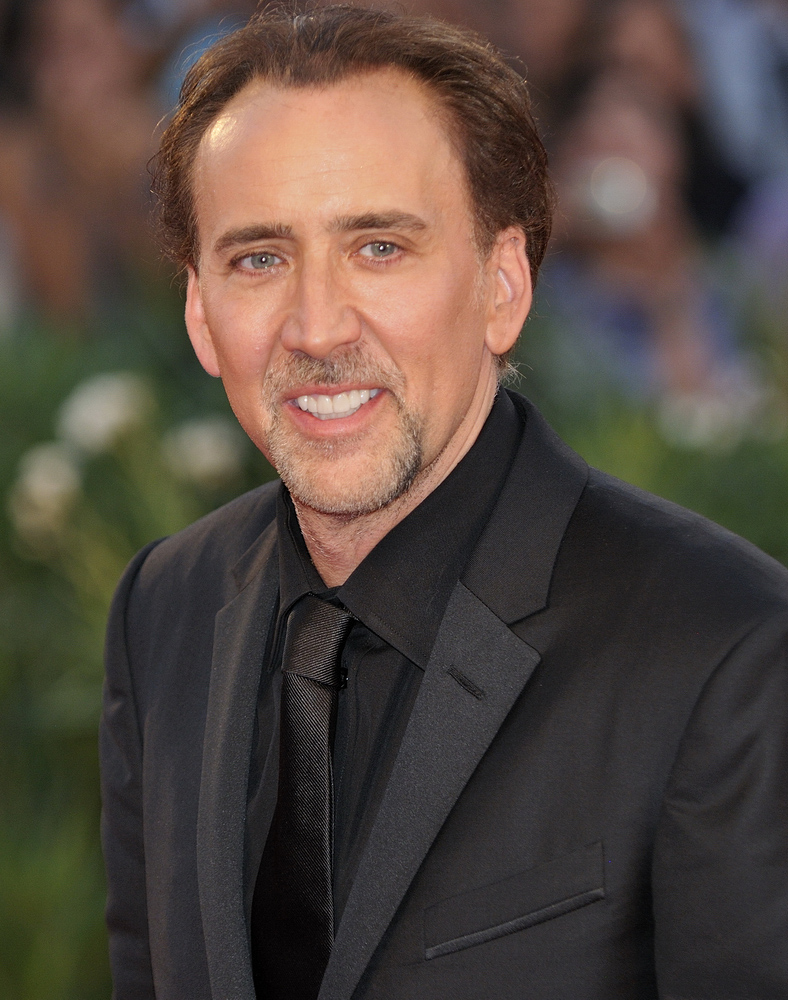
Nicolas Cage

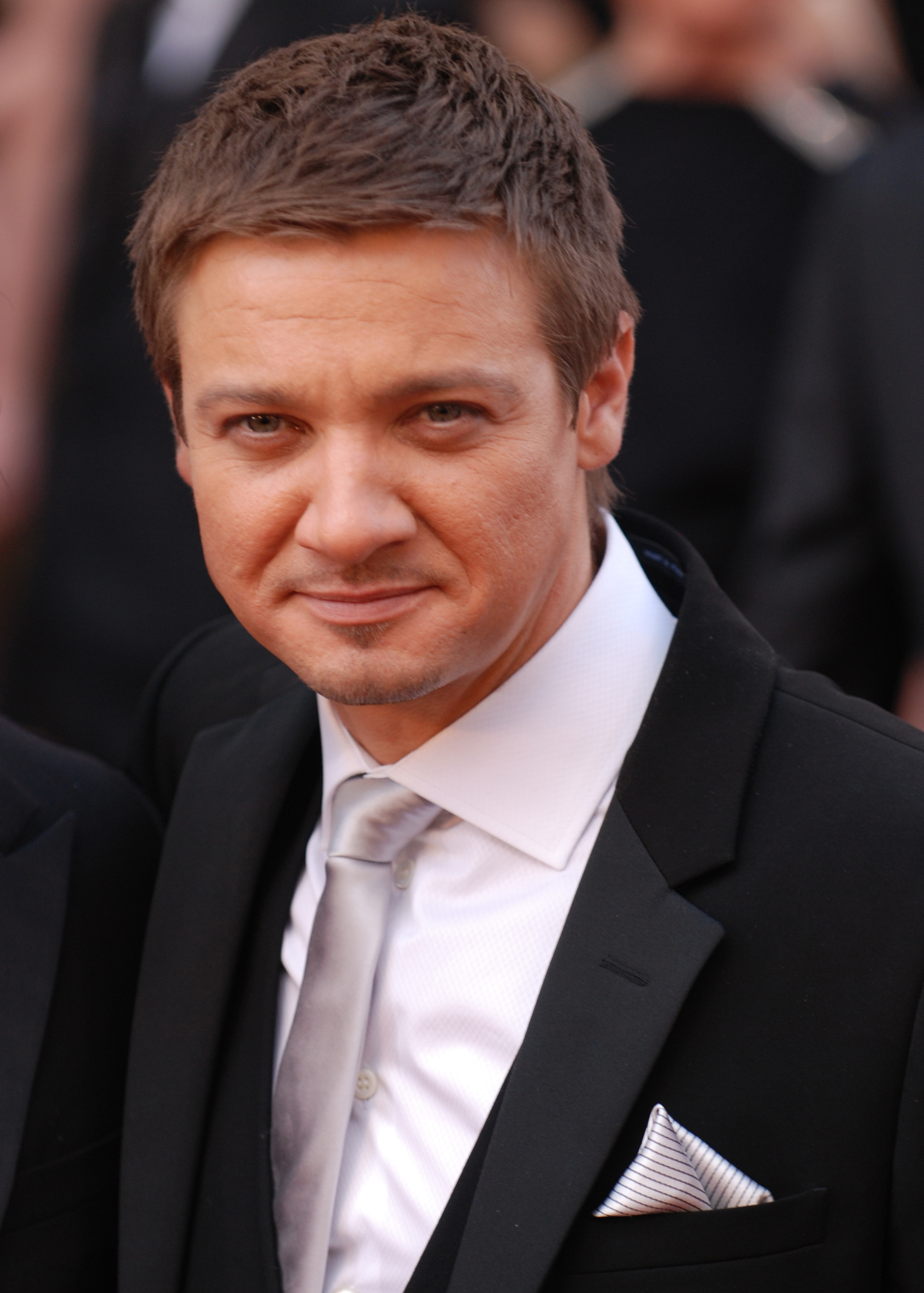
Jeremy Renner

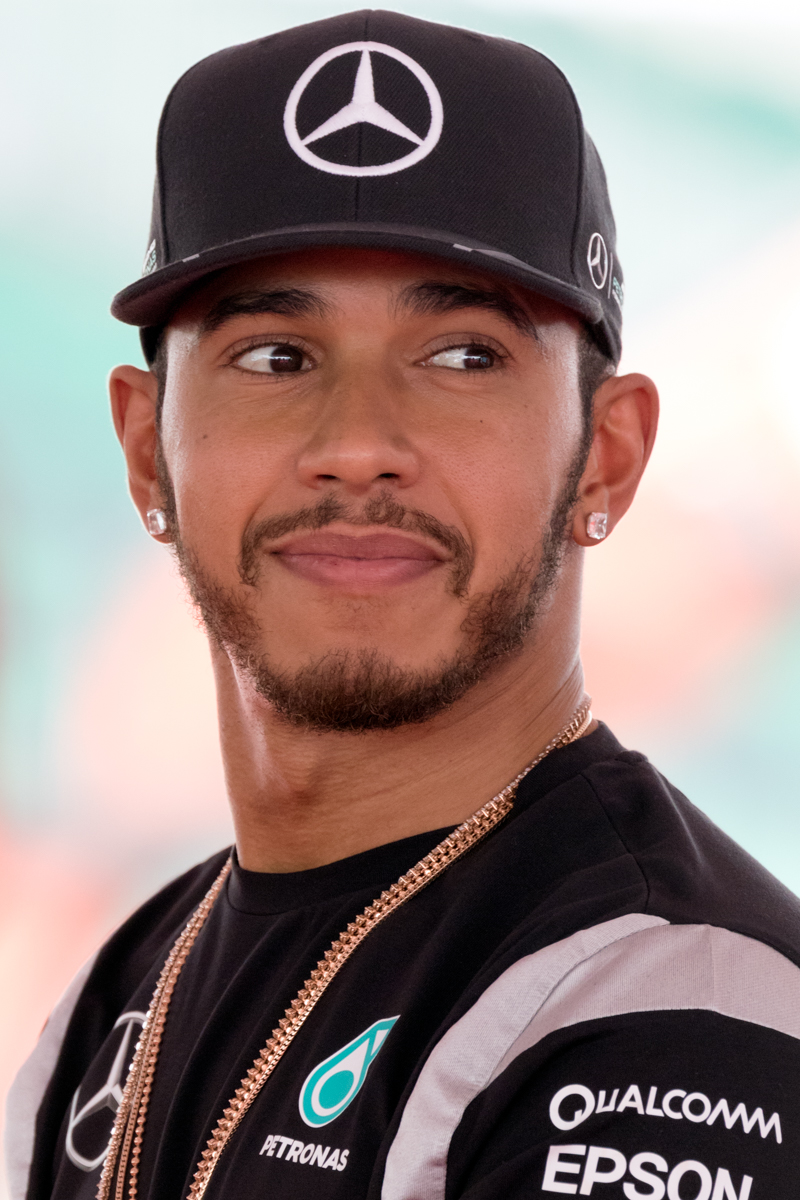
Lewis Hamilton.

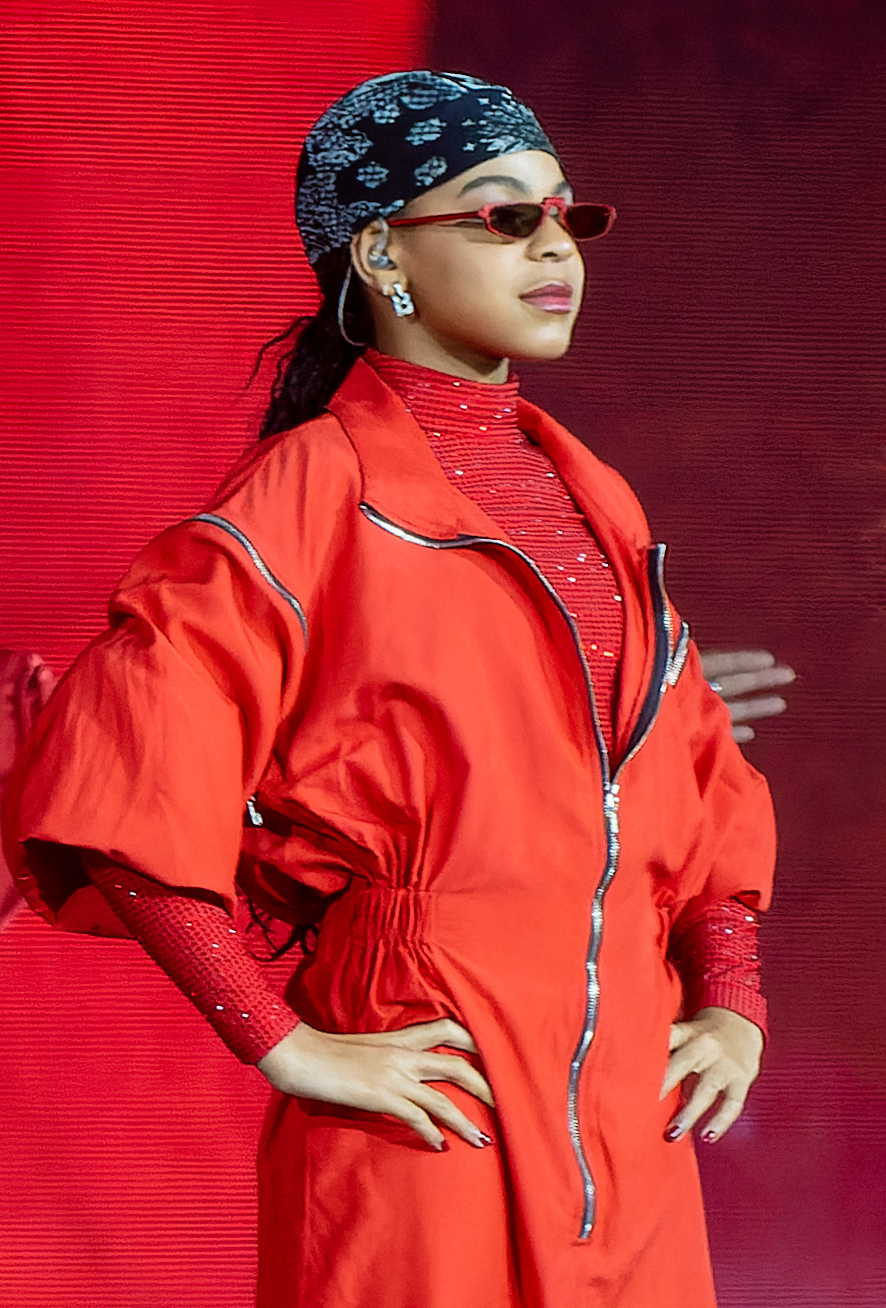
Blue Ivy.

### Anteriores ao século XIX
- 0889 — Abderramão III, emir e califa de Córdova (m. 961).
- 1355 — Tomás de Woodstock, político inglês (m. 1397).
- 1502 — Papa Gregório XIII (m. 1585).
- 1582 — Madalena de Brandemburgo, condessa de Hesse-Darmstadt (m. 1616).
- 1624 — Guarino Guarini, arquiteto italiano (m. 1683).
- 1647 — Guilherme Luís de Württemberg (m. 1677).
- 1685 — Jonas Alströmer, empresário sueco (m. 1761).
- 1706 — Johann Heinrich Zedler, editor alemão (m. 1751).
- 1750 — Robert Anderson escritor e crítico literário britânico (m. 1830).
- 1768 — José Bonaparte, príncipe francês, rei de Nápoles e da Espanha (m. 1844).
- 1796 — Carlota de Gales (m. 1817).
- 1797 — Mariano Paredes y Arrillaga, general e político mexicano (m. 1849).
- 1800 — Millard Fillmore, político norte-americano (m. 1874).

### Século XIX
- 1827 — Sandford Fleming, engenheiro anglo-canadense (m. 1915).
- 1830 — Albert Bierstadt, pintor norte-americano (m. 1902).
- 1833 — Henry Enfield Roscoe, químico britânico (m. 1915).
- 1837 — Thomas Henry Ismay, empresário britânico (m. 1899).
- 1844 — Bernadette Soubirous, freira e santa francesa (m. 1879).
- 1856 — Alexandre Brodowski, engenheiro polonês (m. 1899).
- 1858 — Eliezer Ben-Yehuda, lexicógrafo e jornalista bielorrusso (m. 1922).
- 1871 — Émile Borel, matemático e político francês (m. 1956).
- 1873
  - Charles Péguy, poeta e jornalista francês (m. 1914).
  - Adolph Zukor, produtor de cinema húngaro-americano (m. 1976).
- 1875 — Gustav Flatow, ginasta alemão (m. 1945).
- 1891 — Zora Neale Hurston, romancista, contista e folclorista norte-americana (m. 1960).
- 1898 — Al Bowlly, cantor e compositor anglo-moçambicano (m. 1941).
- 1899 — Francis Poulenc, pianista e compositor francês (m. 1963).

### Século XX

#### 1901–1950
- 1903
  - Albrecht Haushofer, geógrafo e dramaturgo alemão (m. 1945).
  - Alan Napier, ator britânico (m. 1988).
  - Carlos di Sarli, compositor, pianista e diretor de orquestra argentino (m. 1960).
- 1907 — Grace Hartman, atriz norte-americana (m. 1955).
- 1908 — Constance Wilson-Samuel, patinadora artística canadense (m. 1953).
- 1910
  - Orval Faubus, militar e político norte-americano (m. 1994).
  - August Dickmann, ativista alemão (m. 1939).
- 1912
  - Charles Addams, cartunista norte-americano (m. 1988).
  - Günter Wand, compositor e maestro alemão (m. 2002).
- 1913
  - Johnny Mize, jogador, treinador e comentarista esportivo de beisebol norte-americano (m. 1993).
  - Shirley Ross, atriz e cantora norte-americana (m. 1975).
- 1916
  - Babe Pratt, jogador de hóquei no gelo canadense (m. 1988).
  - Elena Ceaușescu, política romena (m. 1989).
  - Paul Keres, enxadrista estoniano (m. 1975).
  - Gerrit Schulte, ciclista neerlandês (m. 1992).
- 1920 — Witold Sadowy, ator, colunista e publicitário polonês (m. 2020).
- 1921 — Josué Guimarães, escritor brasileiro (m. 1986).
- 1922
  - Jean-Pierre Rampal, flautista francês (m. 2000).
  - Fatafehi Tuʻipelehake, príncipe e político tonganês (m. 1999).
- 1923 — Jean Lucienbonnet, automobilista francês (m. 1962).
- 1924
  - Pablo Birger, automobilista argentino (m. 1966).
  - Ralph Miliband, sociólogo britânico (m. 1994).
- 1928
  - William Peter Blatty, escritor e roteirista norte-americano (m. 2017).
  - Hristo Mladenov, futebolista e treinador de futebol búlgaro (m. 1996).
- 1930 — Elliott Kastner, produtor de cinema anglo-americano (m. 2010).
- 1933 — Nicette Bruno, atriz brasileira (m. 2020).
- 1934
  - Tássos Papadópoulos, advogado e político cipriota (m. 2008).
  - Charles Jenkins, ex-velocista norte-americano.
- 1935
  - Valeri Kubasov, engenheiro e astronauta russo (m. 2014).
  - Francisco Dornelles, economista e político brasileiro (m. 2023).
- 1937 — Matheus Iensen, radialista, político e cantor brasileiro (m. 2019).
- 1938
  - Rory Storm, músico britânico (m. 1972).
  - Rauno Aaltonen, ex-automobilista finlandês.
  - Amfilohije Radović, religioso montenegrino (m. 2020).
- 1939
  - Romualdo Arppi Filho, árbitro de futebol brasileiro (m. 2023).
  - Ari Clemente, ex-futebolista brasileiro.
- 1940
  - Lady Francisco, atriz brasileira (m. 2019).
  - Ivone Hoffmann, atriz brasileira.
- 1941 — John Ernest Walker, químico e acadêmico britânico.
- 1942
  - Vassili Alekseiev, levantador de peso e treinador russo-alemão (m. 2011).
  - José Augusto Branco, ator brasileiro.
- 1943 — Sadako Sasaki, sobrevivente japonesa da bomba atômica de Hiroshima (m. 1955).
- 1945
  - Cynara, cantora, arranjadora e compositora brasileira (m.2023).
  - Raila Odinga, engenheiro e político queniano.
- 1946
  - Jann Wenner, editor norte-americano.
  - Mike Wilds, ex-automobilista britânico.
- 1948
  - Kenny Loggins, cantor e compositor norte-americano.
  - Ichiro Mizuki, cantor e compositor japonês (m.2022).
- 1949 — Kalala Ntumba, ex-futebolista congolês.
- 1950
  - Juan Gabriel, cantor e compositor mexicano (m. 2016).
  - Erin Gray, atriz norte-americana.
  - Malcolm Macdonald, ex-futebolista britânico.

#### 1951–2000
- 1951 — Luiz Melodia, cantor e compositor brasileiro (m. 2017).
- 1952
  - Sammo Hung, ator, diretor, produtor e artista marcial chinês.
  - Tsonyo Vasilev, futebolista búlgaro (m. 2015).
- 1953
  - Robert Longo, pintor e escultor norte-americano.
  - Dieter Hoeneß, ex-futebolista alemão.
  - Rafael Cammarota, ex-futebolista brasileiro.
- 1954 — Abdullah al-Thani, político líbio.
- 1955 — Noureddine Bouyahyahoui, ex-futebolista marroquino.
- 1956 • David Caruso, ator norte-americano.
- 1957 — Katie Couric, jornalista e escritora norte-americana.
- 1958 — Rosa Liksom, escritora, fotógrafa e artista plástica finlandesa.
- 1960
  - Mohammad Javad Zarif, acadêmico e diplomata iraniano.
  - David Marciano, ator e comediante norte-americano.
- 1961
  - John Thune, advogado e político norte-americano.
  - Lorraine Ashbourne, atriz britânica.
  - Mara Lima, cantora brasileira.
- 1962
  - Aleksandr Dugin, analista político e estrategista russo.
  - Ron Rivera, ex-jogador e treinador de futebol americano estadunidense.
  - Leo Van Der Elst, ex-futebolista e treinador de futebol belga.
- 1963 — Clint Mansell, cantor, compositor e músico britânico.
- 1964 — Nicolas Cage, ator norte-americano.
- 1965
  - Alessandro Lambruschini, ex-velocista italiano.
  - José Manuel Imbamba, arcebispo angolano.
  - Five for Fighting, cantor, compositor e pianista norte-americano.
- 1966
  - Elena Bechke, ex-patinadora artística russa.
  - Jorge Mendes, empresário português.
- 1967
  - Nick Clegg, acadêmico e político britânico.
  - Irrfan Khan, ator indiano (m. 2020).
- 1968
  - Cazé Peçanha, apresentador de televisão brasileiro.
  - Andrey Chernyshov, ex-futebolista e treinador de futebol russo.
- 1969
  - David Yost, ator estadunidense.
  - Marco Simone, ex-futebolista e treinador de futebol italiano.
- 1970
  - João Ricardo, ex-futebolista angolano.
  - Sizwe Motaung, futebolista sul-africano (m. 2001).
- 1971
  - DJ Ötzi, cantor e produtor musical austríaco.
  - Jeremy Renner, ator estadunidense.
- 1972 — Pedro Contreras, ex-futebolista espanhol.
- 1973 — Rafael Dudamel, ex-futebolista e treinador de futebol venezuelano.
- 1974 — Julen Guerrero, ex-futebolista espanhol.
- 1975 — Beto, ex-futebolista brasileiro.
- 1976
  - Vic Darchinyan, boxeador armênio-australiano.
  - Alfonso Soriano, ex-jogador de beisebol dominicano.
  - Kaies Ghodhbane, ex-futebolista tunisiano.
  - Marcelo Bordon, ex-futebolista brasileiro.
  - Éric Gagné, ex-jogador de beisebol canadense.
- 1977
  - Sofi Oksanen, escritora e dramaturga finlandesa.
  - Marco Storari, ex-futebolista italiano.
  - Nuno Claro, ex-futebolista português.
- 1978
  - Daniel Bennett, ex-futebolista singapurense.
  - Oumar Tchomogo, ex-futebolista e treinador de futebol beninense.
- 1979
  - Aloe Blacc, músico, cantor, compositor, produtor musical, ator, empresário e filantropo norte-americano.
  - Ricardo Maurício, automobilista brasileiro.
- 1980
  - Adékambi Olufadé, ex-futebolista togolês.
  - Simon Woods, ator britânico.
- 1981
  - Spencer West, palestrante motivacional norte-americano.
  - Szymon Marciniak, árbitro de futebol polonês.
- 1982
  - Brett Dalton, ator norte-americano.
  - Lauren Cohan, atriz e modelo norte-americana.
  - Jade North, ex-futebolista australiano.
- 1983
  - Edwin Encarnación, jogador de beisebol dominicano.
  - Wildstylez, DJ e produtor musical neerlandês.
  - Polly Marinho, atriz e cantora brasileira.
  - Brett Dalton, ator norte-americano.
- 1984
  - Xavier Margairaz, ex-futebolista suíço.
  - Yane Marques, pentatleta brasileira.
  - Thiago Marreta, lutador brasileiro de artes marciais mistas.
- 1985
  - Wayne Routledge, ex-futebolista britânico.
  - Roger Silva, ex-futebolista e treinador de futebol brasileiro.
  - Lewis Hamilton, automobilista britânico.
  - Bănel Nicoliţă, ex-futebolista romeno.
  - Karim Guédé, ex-futebolista eslovaco.
- 1986
  - Nuno Coelho, futebolista português.
  - Onismor Bhasera, futebolista zimbabuano.
- 1987
  - Lyndsy Fonseca, atriz norte-americana.
  - Davide Astori, futebolista italiano (m. 2018).
  - Michael McGlinchey, futebolista neozelandês.
  - Bruno Lins, velocista brasileiro.
- 1988
  - Patricia Moreno, ex-ginasta espanhola.
  - Fernando Bob, futebolista brasileiro.
- 1989
  - Emiliano Insúa, ex-futebolista argentino.
  - Zakarya Bergdich, futebolista francês.
  - Wendell Lira, ex-futebolista brasileiro.
- 1990
  - Gregor Schlierenzauer, saltador de esqui austríaco.
  - Elene Gedevanishvili, patinadora artística georgiana.
  - Camille Rowe, modelo e atriz franco-americana.
  - Ivo Pinto, futebolista português.
  - Liam Aiken, ator estadunidense.
- 1991
  - Caster Semenya, atleta sul-africana.
  - Eden Hazard, ex-futebolista belga.
  - Alan Stevanović, futebolista suíço.
  - Mj Rodriguez, atriz e cantora norte-americana.
  - Michelangelo Albertazzi, ex-futebolista italiano.
  - Leandro Chaparro, ex-futebolista argentino.
  - Clément Grenier, futebolista francês.
  - Roberto Pereyra, futebolista argentino.
- 1992
  - Ketlen Wiggers, futebolista brasileira.
  - Dudu, futebolista brasileiro.
  - Loris Benito, futebolista suíço.
  - Alhassan Wakaso, futebolista ganês.
- 1993 — Jan Oblak, futebolista esloveno.
- 1994 — Jarnell Stokes, jogador de basquete norte-americano.
- 1995
  - Yulia Putintseva, tenista cazaque.
  - Júnior Brandão, futebolista brasileiro.
  - Enric Mas, ciclista espanhol.
- 1996
  - Franjo Prce, futebolista croata.
  - Marcelo Benevenuto, futebolista brasileiro.
- 1997 — Resul Hojayew, futebolista turcomeno.
- 1998 — Yangel Herrera, futebolista venezuelano.
- 1999
  - Yuto Horigome, skatista profissional japonês.
  - Carlos Augusto, futebolista brasileiro.
- 2000
  - MC Danny, cantora brasileira.
  - Vinicius Mingotti, futebolista brasileiro.
  - Lea Friedrich, ciclista alemã.
  - Du Queiroz, futebolista brasileiro.

### Século XXI
- 2001 — Dennis Foggia, motociclista italiano.
- 2002 — João Peglow, futebolista brasileiro.
- 2003 — Máximo Perrone, futebolista argentino.
- 2004 — Sofia Wylie, atriz e dançarina norte-americana.
- 2012 — Blue Ivy, cantora estadunidense.

## Mortes

### Anteriores ao século XIX
- 0312 — Luciano de Antioquia, teólogo e mártir (n. c. 240).
- 1131 — Canuto Lavard, príncipe e santo dinamarquês (n. 1096).
- 1285 — Carlos I, Conde de Anjou (n. 1226).
- 1325 — Dinis I de Portugal (n. 1261).
- 1355 — Inês de Castro, nobre castelhana (n. 1325).
- 1451 — Amadeu VIII, Duque de Saboia, antipapa Félix V (n. 1383).
- 1529 — Peter Vischer, o Velho, escultor alemão (n. 1455).
- 1536 — Catarina de Aragão (n. 1485).
- 1619 — Nicholas Hilliard, pintor e ourives inglês (n. 1547).
- 1655 — Papa Inocêncio X (n. 1574).
- 1715 — François Fénelon, arcebispo, teólogo e poeta francês (n. 1651).
- 1770 — Carl Gustaf Tessin, político e diplomata sueco (n. 1695).

### Século XIX
- 1830
  - Carlota Joaquina de Bourbon, rainha consorte de Portugal (n. 1775).
  - Mary Jemima Robinson, Baronesa Grantham (n. 1757).
  - Thomas Lawrence, pintor e educador britânico (n. 1769).
- 1892 — Teufique Paxá, governante egípcio (n. 1852).
- 1893 — Joseph Stefan, físico e matemático esloveno (n. 1835).

### Século XX
- 1920 — Edmund Barton, juiz e político australiano (n. 1849).
- 1927 — Nikólaos Kalogerópulos, político grego (n. 1851).
- 1932 — André Maginot, sargento e político francês (n. 1877).
- 1941 — Charles Finger, jornalista e escritor britânico (n. 1869).
- 1943 — Nikola Tesla, físico e engenheiro sérvio-americano (n. 1856).
- 1951 — René Guénon, filósofo e escritor franco-egípcio (n. 1886).
- 1960 — Dorothea Lambert Chambers, tenista e treinadora britânica (n. 1878).
- 1964 — Reg Parnell, automobilista e gerente britânico (n. 1911).
- 1967 — Carl Schuricht, maestro suíço-alemão (n. 1880).
- 1968 — James Leonard Brierley Smith, químico e acadêmico sul-africano (n. 1897).
- 1976 — Luís Sérgio Person, ator e diretor brasileiro (n. 1936).
- 1984 — Alfred Kastler, físico e acadêmico franco-alemão (n. 1902).
- 1986 — Juan Rulfo, escritor, roteirista e fotógrafo mexicano (n. 1917).
- 1988 — Trevor Howard, ator britânico (n. 1913).
- 1989 — Hirohito, imperador japonês (n. 1901).
- 1991 — José Guilherme Merquior, crítico literário, ensaísta, diplomata, sociólogo e cientista político brasileiro (n. 1941).
- 1993 — Toshihiko Izutsu, filósofo japonês (n. 1914).
- 1995 — Murray Rothbard, economista, historiador e teórico estado-unidense (n. 1926).
- 1998 — Vladimir Prelog, químico e acadêmico croata-suíço (n. 1906).
- 2000 — J. Silvestre, apresentador de televisão brasileiro (n. 1922).

### Século XXI
- 2001 — Charles Helou, político libanês (n. 1913).
- 2002 — Geoff Crossley, automobilista britânico (n. 1921).
- 2004 — Ingrid Thulin, atriz sueca (n. 1926).
- 2006
  - Heinrich Harrer, montanhista, geógrafo e escritor austríaco (n. 1912).
  - Urano Teixeira da Mata Bacelar, militar brasileiro (n. 1947).
  - Alfred McMichael, futebolista britânico (n. 1927).
- 2007
  - Joseph Meng Ziwen, arcebispo católico chinês (n. 1903).
  - Bobby Hamilton, automobilista e empresário norte-americano (n. 1957).
- 2008 — Maryvonne Dupureur, atleta olímpica francesa (n. 1937).
- 2009 — Anália de Victória Pereira, política angolana (n. 1941).
- 2011 — Carlos Castro, jornalista e cronista social português (n. 1945).
- 2014 — Run Run Shaw, empresário e filantropo chinês (n. 1907).
- 2015
  - Rod Taylor, ator e roteirista australiano-americano (n. 1930).
  - Georges Wolinski, cartunista tunisino-francês (n. 1934).
  - Charb, caricaturista e jornalista francês (n. 1967).
- 2017 — Mário Soares, político português (n. 1924).
- 2018 — France Gall, cantora francesa (n. 1947).
- 2020 — Neil Peart, músico canadense (n. 1952).
- 2021
  - Michael Apted, cineasta britânico (n. 1941).
  - Tommy Lasorda, jogador, treinador e dirigente de beisebol americano (n. 1927)
  - Genival Lacerda, cantor e compositor brasileiro (n. 1931).
  - Henri Schwery, cardeal suíço (n. 1932).
- 2024
  - Alberto Colombo, automobilista italiano (n. 1946)
  - Franz Beckenbauer, jogador, treinador e dirigente de futebol alemão (n. 1945
- 2025 — Jean-Marie Le Pen, político francês. (n. 1928)

## Feriados e eventos cíclicos

### Brasil
- Dia do leitor
- Dia da Liberdade de Cultos

### Cristianismo
- Natal Ortodoxo
- Canuto Lavardo
- Lindalva Justo de Oliveira
- Luciano de Antioquia
- Raimundo de Penaforte

## Outros calendários
- No calendário romano era o 7.º dia (VII) antes dos idos de janeiro.
- No calendário litúrgico tem a letra dominical G para o dia da semana.
- No calendário gregoriano a epacta do dia é xxiv.